# Судаковка
Судаковка — поселок в Переволоцком районе Оренбургской области в составе сельского поселения Кариновский сельсовет.

## География
Находится на берегу реки Самара на расстоянии примерно 19 километров по прямой на северо-восток от районного центра поселка Переволоцкий.

## Население
Население составляло 97 человек в 2002 году (48 % русские), 88 по переписи 2010 года.